# Carcano (motormerk)
Carcano is een Italiaans historisch merk van hulpmotoren.
De Milanese markies Carcano ontwikkelde in 1899 een hulpmotor die boven de trappers van een fiets gemonteerd kon worden. De motor leverde ¾ pk en dreef het achterwiel via een riem aan. Carcano organiseerde ook een soort dealernetwerk: hij verkocht de motortjes via een bedrijf in Milaan, dat op zijn beurt weer verkooppunten in Turijn, Ravenna en Cremona opende. In 1902 eindigde het bedrijf, waar ook de gebroeders Maserati hun eerste ervaringen opdeden, de productie.